# Боска
Боска (рум. и молд. Bosca) — село в Дубоссарском районе непризнанной Приднестровской Молдавской Республики. Вместе с сёлами Новокомиссаровка, Новая Кошница и Новая Погребя входит в состав Новокомиссаровского сельсовета.